# فیلیپ هابل
فیلیپ هابل (به انگلیسی: Philip Hubble) (زادهٔ ۱۹ ژوئیهٔ ۱۹۶۰) شناگر اهل بریتانیا است.